# Cecilia
Cecilia  è un nome proprio di persona italiano femminile.

## Varianti
- Maschili: Cecilio[1][3][5]

### Varianti in altre lingue
- Basco: Koikille[6], Zezilli[6]
  - Maschili: Koikilli[6]
- Bulgaro: Цецилия (Cecilija)
- Catalano: Cecília[6]
  - Maschili: Cecili[6]
- Ceco: Cecílie[4], Cecilie[4]
- Croato: Cecilija[4]
- Danese: Cecilie[4], Cæcilia
- Esperanto: Cecilia
- Fiammingo: Hadewijch
- Finlandese: Cecilia[4]
- Francese: Cecilíe, Cécile[4][7]
- Galiziano: Cecía[6], Icia[6]
- Inglese: Cecile, Cecilia[4][7], Cecelia[4], Cecelya[7], Cecilie[7], Cecille[7], Cecily[4][7], Cicely[4][7], Sisley[7], Sheila
  - Maschili: Cecil[5][7][8]
- Irlandese: Sisile[4], Síle[4], Sheila[4]
- Islandese: Cecilía, Cecilia
- Latino: Caecilia[2][4][7][8], Cæcilia[1]
  - Maschili: Caecilius[3][5][6][7][8], Cæcilius[1], Cecilius[9], Caecillus[2]
- Limburghese: Caecilia
- Lussemburghese: Caecilia
- Norvegese: Cecilie[4], Sissel[4], Sidsel[4]
- Olandese: Cecilia[4], Cécile[4]
- Polacco: Cecylia[4]
  - Maschili: Cecyliusz
- Portoghese: Cecília[4]
  - Maschili: Cecilio[5]
- Russo: Цецилия (Cecilija)[4]
- Scozzese: Sìleas[4]
- Serbo: Кикилија (Kikilija)
- Slovacco: Cecília[4]
- Sloveno: Cecilija[4]
- Spagnolo: Cecilia[4][6]
  - Maschili: Cecilio[5][6]
- Svedese: Cecilia[4]
- Tedesco: Cäcilie[4][7], Cäcilia[4], Caecilia[4], Cecilia[4]
- Ucraino: Цецілія (Cecilija)
- Ungherese: Cecília[4]

### Forme alterate e ipocoristiche
- Croato: Cila[4]
- Danese: Cille[4], Sille[4], Silje[4]
- Finlandese: Silja[4]
- Galiziano: Cilla
- Inglese: Cissie[7], Cissy[4][7], Ciss[7], Cis[7], Sissy[4][7], Sissie[4], Cece[4], Celia[4]
- Italiano: Celia, Cilia[1]
  - Maschili: Cilio[1]
- Norvegese: Silje[4]
- Olandese: Cilla[4], Silke[4]
- Sloveno: Cila[4], Cilka[4]
- Spagnolo: Celia[6]
- Svedese: Cilla[4]
- Tedesco: Silke[4][7], Zilla[4]
- Ungherese: Cili[4]

## Origine e diffusione
Deriva dal cognomen romano Caecilia, femminile di Caecilius, solitamente ricondotto al latino caecus, "cieco" (anche se alcuni ritengono si tratti di un'etimologia popolare, e che in realtà il nome abbia ignote origini etrusche); era portato da una gens romana, la gens Caecilia, che si considerava discendente da Caeculus, leggendario fondatore di Preneste.
La maggiore popolarità del femminile rispetto al maschile è dovuta alla grande venerazione verso santa Cecilia, grazie alla quale il nome divenne comune negli ambienti cristiani durante il Medioevo. Ad oggi è attestato soprattutto in Lombardia.
In Inghilterra venne introdotto dai Normanni, diffondendosi nelle forme dialettali Cecily, Cicely e Sisley; la variante Cecilia entrò in uso solo a partire dal XVIII secolo, resa celebre anche da un romanzo di Frances Fanny Burney, Cecilia. La forma maschile inglese Cecil, sebbene in uso già nel Medioevo grazie a un santo di questo nome, non divenne comune fino al XIX secolo, quando cominciò ad essere usata in onore della famiglia nobiliare Cecil. Il loro cognome però era di origine gallese, derivato dal nome Seisyll, a sua volta proveniente dal nome romano Sestilio (va peraltro notato che in gallese Cecil e Seisyll sono stati spesso confusi).

## Onomastico

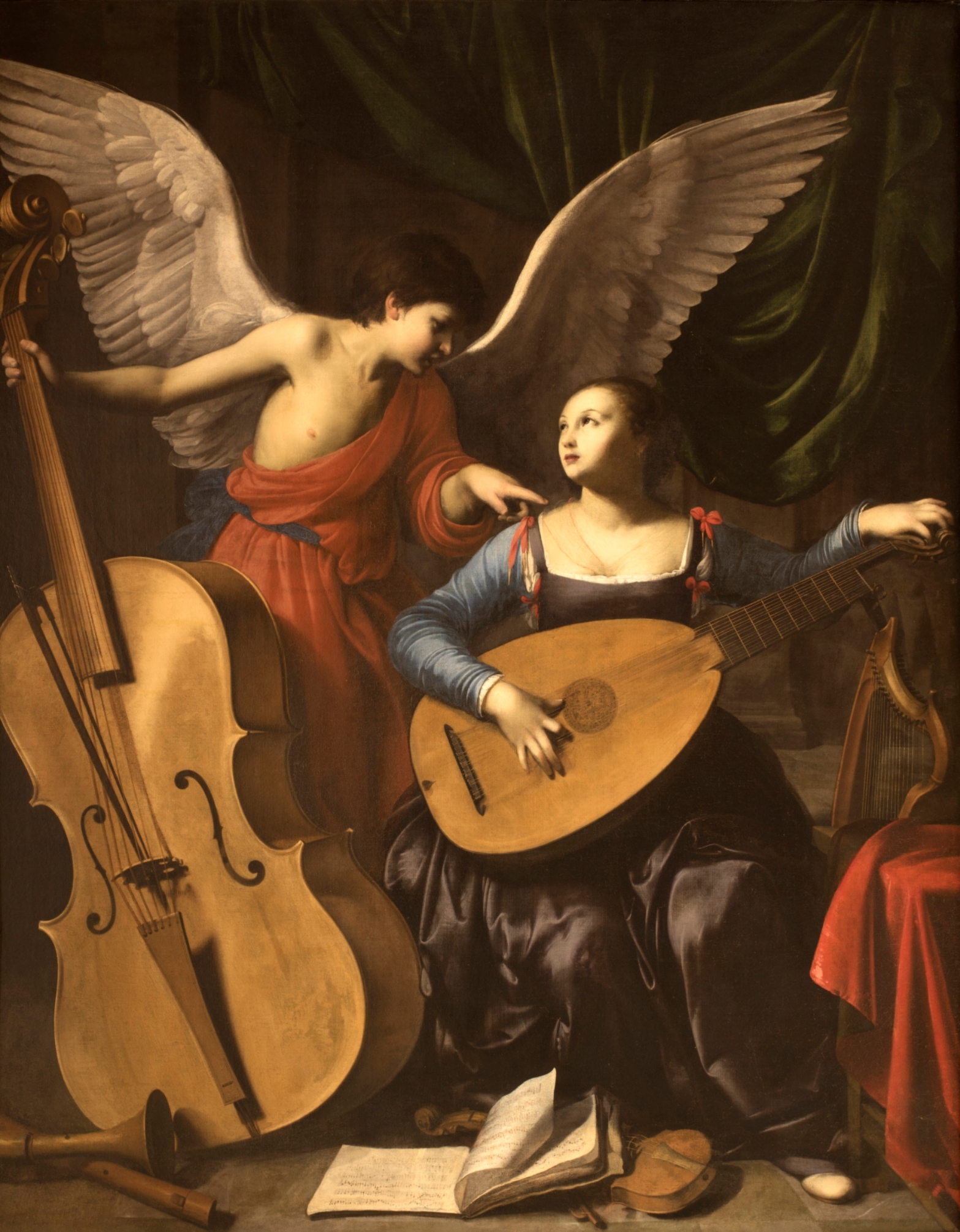
Santa Cecilia e l'Angelo, di Carlo Saraceni

L'onomastico si festeggia solitamente il 22 novembre in onore di santa Cecilia, martire a Roma e patrona dei musicisti. Si ricordano comunque diversi altri santi e sante con questo nome, nei giorni seguenti:
- 12 febbraio, santa Cecilia, martire con altri 45 compagni ad Albitina in Africa[12]
- 25 febbraio, beata Cecilia, religiosa domenicana[10]
- 31 maggio, santa Cecilia o Cicilia, martire a Gerona[12]
- 1º giugno, santa Cecilia, martire a Tessalonica[12]
- 8 luglio, santa Cecilia, martire a Sirmio[12]
- 31 luglio, beata Cecilia Schelingová, suora di Ingebohl, martire a Trnava[10][12]
- 4 agosto, beata Cecilia, vergine domenicana, badessa di Sant'Agnese[10]
- 12 agosto, santa Cecilia, badessa a Remiremont[10]
- 17 agosto, santa Cecilia, figlia di Sventibaldo di Lotaringia, badessa a Susteren[12]
- 1º ottobre, beata Cecilia Eusepi, terziaria servita[10][12]
- 10 novembre, beata Cecilia Iglesias del Campo religiosa, una dei martiri della guerra civile spagnola[12]
- 23 novembre, santa Cecilia Yu So-sa, vedova e martire a Seul[10][11][12]
- 19 dicembre, beata Cecilia di Ferrara, religiosa domenicana[12]
- 26 dicembre, beata Cecilia Butsi, martire con altre compagne in Thailandia[11][12]

Con il maschile si ricordano invece i seguenti santi e beati:
- 1º febbraio o 15 maggio, san Cecilio, primo vescovo di Granada[9][13]
- 3 giugno, san Cecilio, sacerdote a Cartagine[9][10]
- 24 luglio, beato Cecilio Vega Domínguez, oblato di Maria Immacolata, martire a Pozuelo de Alarcón[10]

## Persone

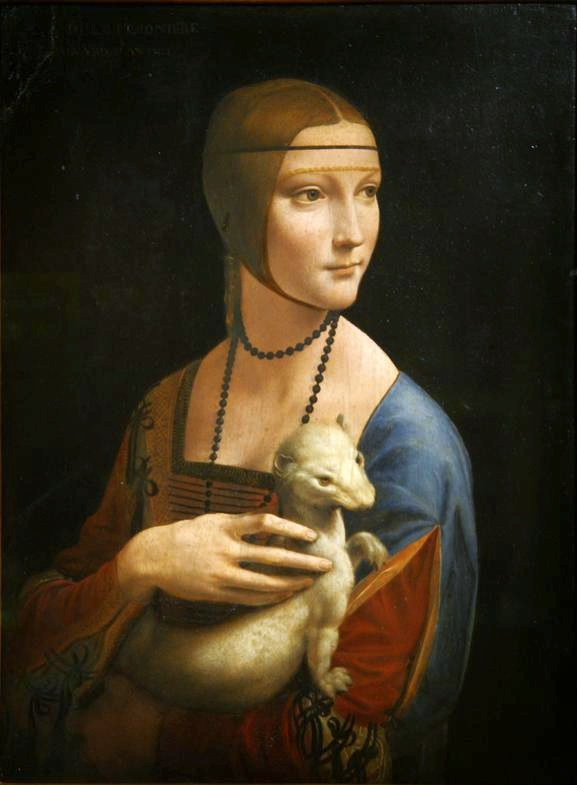
Cecilia Gallerani

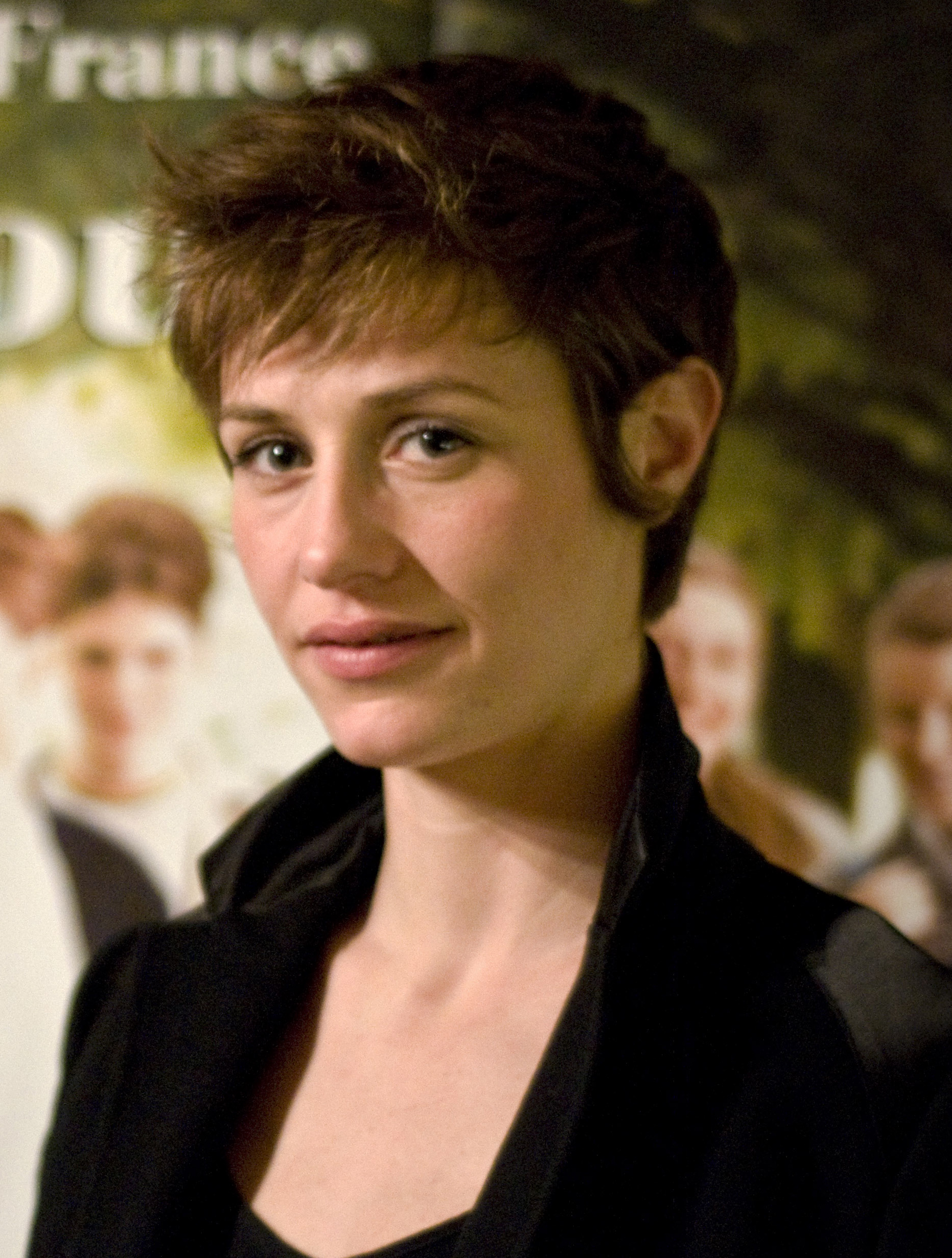
Cécile de France

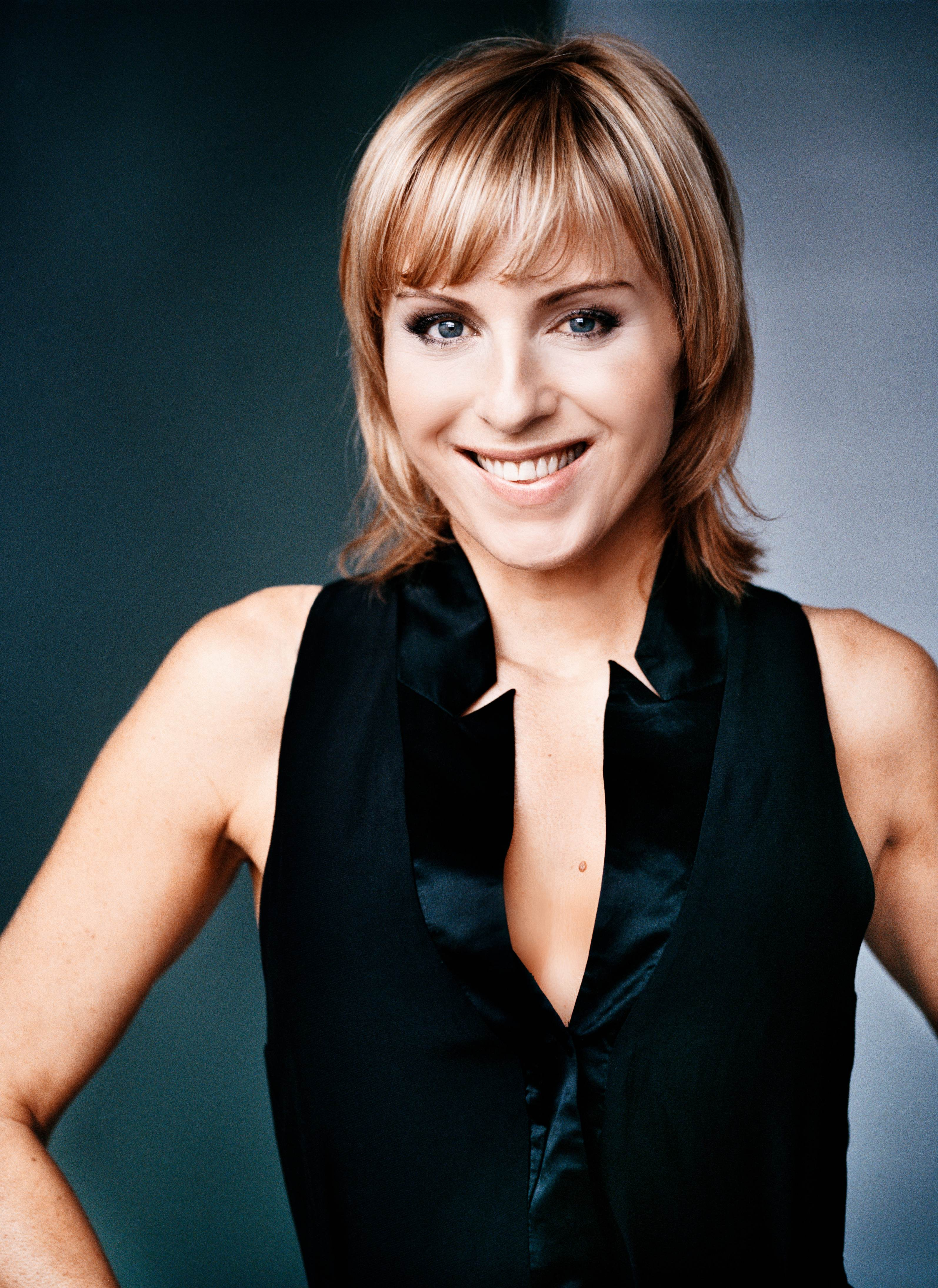
Silje Nergaard

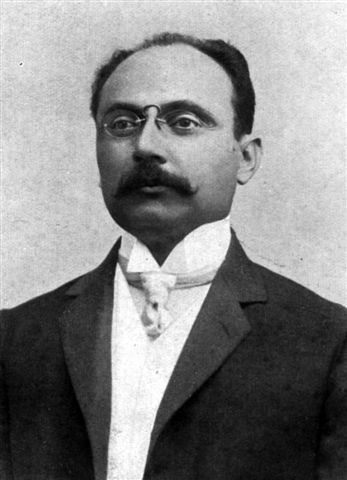
Cecilio Báez

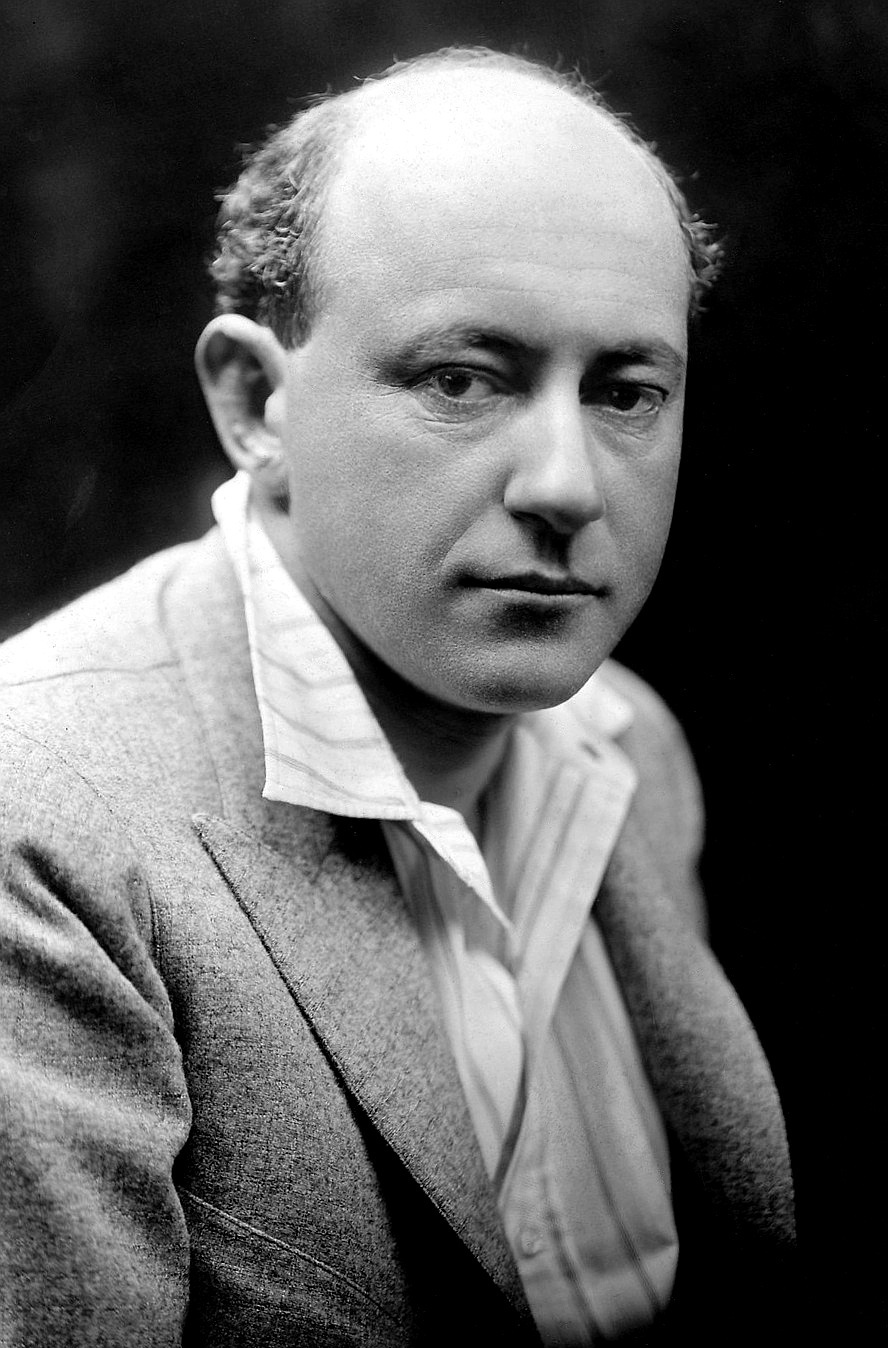
Cecil B. DeMille

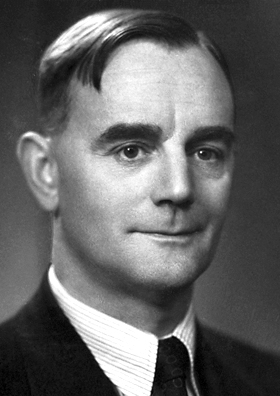
Cecil Frank Powell

- Cecilia di Baden, figlia del granduca Leopoldo I di Baden
- Cecilia di Francia, figlia di Filippo I di Francia
- Cecilia di Meclemburgo-Schwerin, principessa di Prussia
- Cecilia Paolina, augusta dell'impero romano
- Cecilia, cantautrice spagnola
- Cecilia Bartoli, mezzosoprano italiano
- Cecilia Beaux, pittrice statunitense
- Cecilia Cheung, cantante e attrice cinese
- Cecilia Dart-Thornton, scrittrice australiana
- Cecilia Deganutti, partigiana italiana
- Cecilia Gallerani, contessa italiana, celebre per essere stata soggetto del dipinto di Leonardo da Vinci Dama con l'ermellino
- Cecilia Loftus, attrice, cantante e mimo scozzese
- Cecilia Malmström, diplomatica e politica svedese
- Cecilia Payne Gaposchkin, astronoma britannica naturalizzata statunitense
- Cecilia Vasa, principessa svedese

### Variante Cécile
- Cécile Argiolas, schermitrice francese
- Cécile Cassel, attrice francese
- Cécile de France, attrice belga
- Cécile Kyenge, politica italiana
- Cécile Renault, donna francese accusata di aver voluto assassinare Robespierre
- Cécile Sauvage, poetessa francese
- Cécile Sorel, attrice francese

### Altre varianti
- Hadewijch, mistica e poetessa fiamminga
- Cecelia Ahern, scrittrice irlandese
- Cécilia Attias, first lady francese
- Cécilia Berder, schermitrice francese
- Cilla Black, cantante, attrice e presentatrice televisiva britannica
- Cecília Dassi, attrice brasiliana
- Cecília Meireles, poetessa, insegnante e giornalista brasiliana
- Silje Nergaard, cantante e musicista norvegese
- Cecily Neville, nobile britannica
- Cicely Saunders, infermiera britannica
- Cecil Spooner, attrice, regista e sceneggiatrice statunitense
- Cicely Tyson, attrice statunitense
- Cecily von Ziegesar, scrittrice statunitense

### Variante maschile Cecilio
- Cecilio Báez, giornalista e politico paraguaiano
- Cecilio di Calacte, retore greco antico
- Cecilio Pisano, calciatore uruguaiano naturalizzato italiano
- Cecilio Stazio, commediografo romano
- Cecilio Waterman, calciatore panamense
- Cecilio Wilson, calciatore argentino

### Variante maschile Cecil
- Cecil Beaton, fotografo e costumista britannico
- Cecil Day-Lewis, poeta e scrittore britannico
- Cecil B. DeMille, regista e produttore cinematografico statunitense
- Cecil De Vere, scacchista scozzese naturalizzato britannico
- Cecil Scott Forester, scrittore britannico
- Cecil Healy, nuotatore australiano
- Cecil Hepworth, produttore cinematografico, regista e attore britannico
- Cecil Kellaway, attore britannico
- Cecil Pinsent, architetto britannico
- Cecil Frank Powell, fisico britannico
- Cecil Rhodes, imprenditore e politico britannico
- Cecil Roth, storico e insegnante britannico
- Cecil Sandford, pilota motociclistico britannico
- Cecil Street, militare e scrittore britannico
- Cecil Taylor, pianista, jazzista e poeta statunitense

## Il nome nelle arti
- Cecilia è un personaggio del romanzo I promessi sposi di Alessandro Manzoni (cap XXXIV).
- Cecilia è un personaggio della commedia La casa nova di Carlo Goldoni.
- Cecilia è un personaggio della commedia Sior Todero brontolon di Carlo Goldoni.
- Cecilia è un personaggio del romanzo La noia di Alberto Moravia.
- Cecilia (Cecília in portoghese) è un personaggio del romanzo O Guarani di José de Alencar e dell'adattamento lirico Il Guarany di Antônio Carlos Gomes.
- Cecilia è un singolo di Simon and Garfunkel, tratto dall'album Bridge over Troubled Water.
- Cécile Cosima Caminades è un personaggio del videogioco Metal Gear Solid: Peace Walker.
- Cecil è il nome del protagonista del videogioco Final Fantasy IV.
- Cecily Cardew è un personaggio della commedia L'importanza di chiamarsi Ernesto di Oscar Wilde.
- Sheila Carter è un personaggio della soap opera Beautiful.
- Cecilia Castelli è un personaggio della soap opera CentoVetrine.
- Cecilia Lisbon è un personaggio del film del 1999 Il giardino delle vergini suicide.
- Cecilia Reyes è un personaggio dei fumetti Marvel Comics.
- Cecilia Smith è un personaggio della serie Settimo cielo.
- Cecilia Tallis è un personaggio del film Espiazione ed è interpretata da Keira Knightley.
- Cecil Terwilliger è un personaggio della serie animata I Simpson.
- Silja (derivazione finlandese di Cecilia) è un personaggio del romanzo di Frans Emil Sillanpaa Nuorena nukkunut (Addormentata da giovane o Silja).